# 时光街站
时光街站是石家庄地铁1号线的地铁车站，位于中华人民共和国河北省石家庄市桥西区中山西路与时光街交叉口西侧，于2017年6月26日开通。

## 车站结构
时光街站位于中山西路与时光街交叉口西侧，沿中山西路呈东西向布置，为地下两层岛式站台车站，车站长221.7米，标准段宽19.7米，车站地下一层为站厅层，地下二层为站台层，站台设置全高站台门。
| 地面              | 出入口 | A、B、C、D出入口                                                                                      |
| 地下一层          | 站厅   | 客服中心、自动售票机、验票机                                                                          |
| 地下二层          | 站台   | \| \| \| █ 1号线往西王（終點站） \| \| 島式 · 開左邊车门 \| \| \| \| \| \| █ 1号线往福泽（长城桥） \| |
|                   |        | █ 1号线往西王（終點站）                                                                               |
| 島式 · 開左邊车门 |        | |
|                   |        | █ 1号线往福泽（长城桥）                                                                               |

## 车站出口
时光街站共有4个出入口，各出口及周围设施如下所示：
| 出口编号                             | 照片 | 地点             | 可到达目的地                         |
| ------------------------------------ | ---- | ---------------- | ------------------------------------ |
| 出口 · A · 扶手电梯标志              |      | 中山西路（北侧） | 红星小学                             |
| 出口 · B · 扶手电梯标志              |      | 中山西路（南侧） | 石家庄市育英小学                     |
| 出口 · C · 升降机标志 · 扶手电梯标志 |      | 中山西路（南侧） | 石家庄市气象局，石家庄市中山西路小学 |
| 出口 · D · 扶手电梯标志              |      | 中山西路（北侧） | 石家庄陆军指挥学院门诊楼             |
| 註： 設有 \| 設有扶手電梯            |      |                  |                                      |

## 接驳交通

### 公交车
- 时光街西(陆院东门)：1路，15路，38路，325路

## 历史
- 2017年
  - 5月20日，车站顺利完成工程调度权、属地管理权和设备使用权“三权”移交[4]。
  - 6月26日，本站随1号线通车一同开通[1]。
- 2018年6月29日，车站D出入口启用[5]。
- 2020年11月16日，车站A出入口启用[6]。
- 2021年1月9日，受新冠疫情影响，车站暂停运营[7]。2月19日，车站恢复运营[8]。
- 2022年8月28日，受新冠疫情影响，车站暂停运营[9]。9月6日，车站恢复运营[10]。